# Holomorphiegebiet
Das Holomorphiegebiet oder der Holomorphiebereich wird in der mehrdimensionalen Funktionentheorie betrachtet. Auf jedem Holomorphiegebiet gibt es eine holomorphe Funktion, welche nicht über das Gebiet fortgesetzt werden kann.

## Definition

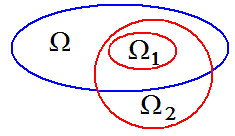
Die Mengen in der Definition

Eine offene Menge {\displaystyle \Omega \subset \mathbb {C} ^{n}} heißt Holomorphiegebiet, falls es keine offenen Teilmengen {\displaystyle \Omega _{1}} und {\displaystyle \Omega _{2}} in {\displaystyle \mathbb {C} ^{n}} gibt mit den folgenden Eigenschaften:
1. {\displaystyle \emptyset \neq \Omega _{1}\subset \Omega _{2}\cap \Omega }.
2. {\displaystyle \Omega _{2}} ist zusammenhängend und nicht in {\displaystyle \Omega } enthalten.
3. Für jede holomorphe Funktion {\displaystyle u\colon \Omega \to \mathbb {C} } existiert eine (notwendigerweise eindeutige) holomorphe Funktion {\displaystyle u_{2}\colon \Omega _{2}\to \mathbb {C} }, so dass {\displaystyle u=u_{2}} in {\displaystyle \Omega _{1}} gilt.

## Beispiele
- Einfache Beispiele sind der {\displaystyle \mathbb {C} ^{n}}, die offene Kugel oder der Polyzylinder.
- Jede konvexe Menge ist ein Holomorphiegebiet.
- Ein Gebiet ist genau dann ein Holomorphiegebiet, wenn es pseudokonvex ist.
- Im Fall {\displaystyle n=1} ist jede offene Teilmenge {\displaystyle \Omega \subset \mathbb {C} } ein Holomorphiegebiet. Wähle eine holomorphe Funktion {\displaystyle f\in {\mathcal {O}}(\mathbb {C} )} nur mit Nullstellen auf allen Randpunkten von {\displaystyle \Omega }, so kann man {\displaystyle {\tfrac {1}{f}}} nicht über {\displaystyle \Omega } hinaus fortsetzen. Das Lemma von Hartogs zeigt, dass eine analoge Aussage für {\displaystyle n>1} falsch ist. Insbesondere ist {\displaystyle \Delta (0,0;2,2)-{\overline {\Delta (0,0;1,1)}}\subset \mathbb {C} ^{2}} kein Holomorphiegebiet, wobei {\displaystyle \Delta (\ldots ;\ldots )} Polyzylinder bezeichne.